# Estadio do Marítimo
El Estadio do Marítimo también llamado Estadio dos Barreiros es un estadio multiusos ubicado en la ciudad de Funchal, en la Isla de Madeira, Portugal. Tiene una capacidad para 10 600 espectadores y unas dimensiones de 105x68m. Es usado principalmente para el fútbol. En él disputa sus partidos como local el C.S. Marítimo de la primera división de Portugal.